# Hibrildes
Hibrildes é um gênero de mariposa pertencente à família Eupterotidae.

## Espécies
- Hibrildes crawshayi Butler, 1896
- Hibrildes norax Druce, 1888